# Pila AAA
Una pila AAA (pronunciada triple A) conocida también como "pila de dedo", LR03 (CEI), 24A (ANSI/ANDE), R03, RX03, MN2400, AM4, UM4, HP16, o micro, es una pila seca que tiene un uso común en dispositivos electrónicos portátiles.

## Visión general
Como la pila AAA se compone de una sola celda, también puede ser referida como una celda electrolítica.
Una pila AAA mide 44,5 mm de longitud y 10,5 mm de diámetro. Las pilas alcalinas AAA pesan alrededor de 11,5 gramos cada una, mientras que las pilas AAA de litio pesan aproximadamente 7,6 gramos, y las pilas recargables (Ni-MH) normalmente pesan entre 14 y 15 gramos. La tensión nominal de las pilas AAA alcalinas y de litio es de 1,5 V, mientras que las pilas de Ni-MH o NiCd es de 1,2 V. La capacidad de las pilas AAA alcalinas normalmente son de 900 a 1155 mA·h (3240 a 4158 culombios).

### Uso

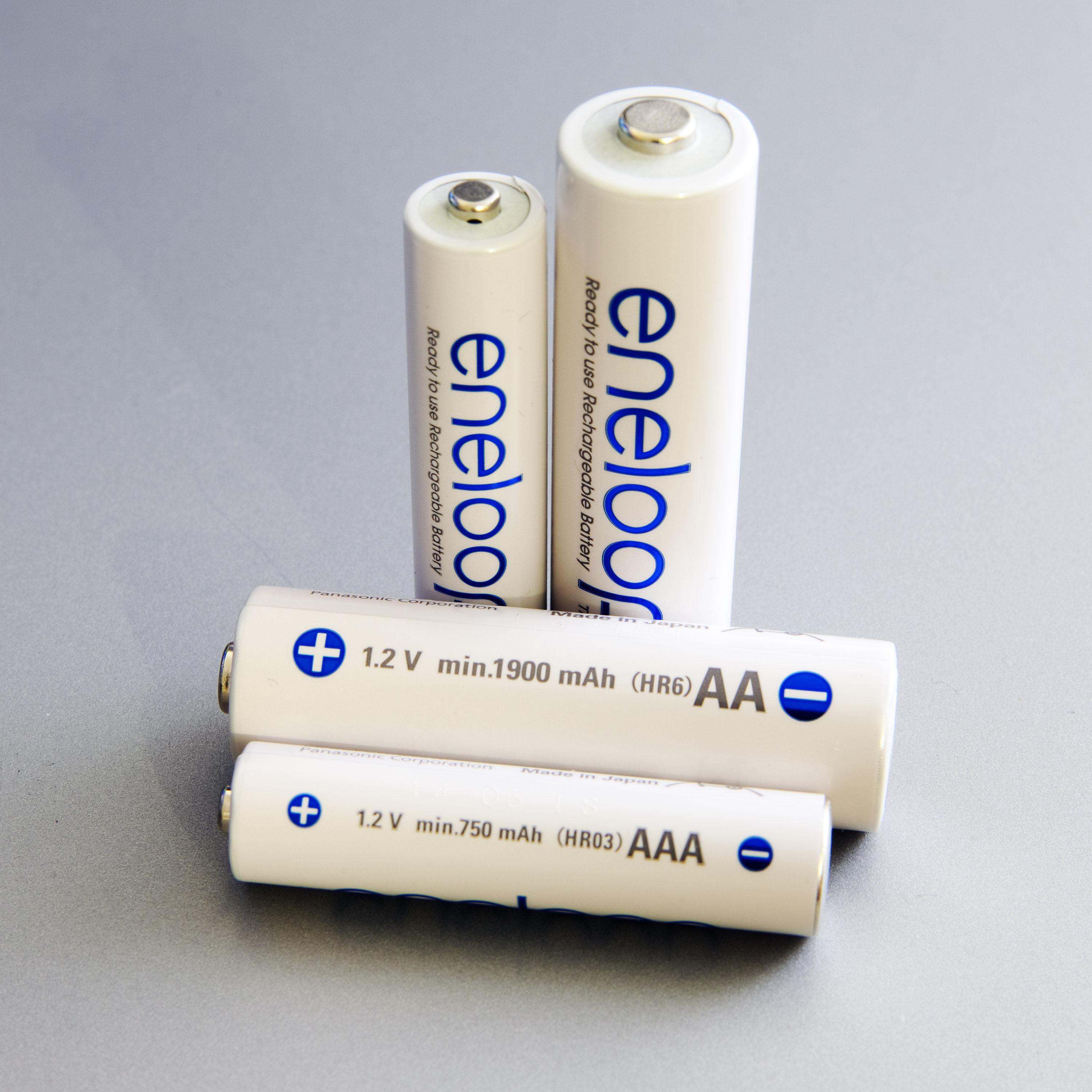
Baterías recargables Panasonic Eneloop 1.2 Volt NiMH tipos AA y AAA

Las pilas AAA son utilizadas comúnmente en los pequeños dispositivos electrónicos, tales como los mandos a distancia de TV, los reproductores de MP3 y las cámaras digitales. Los dispositivos que, trabajando al mismo voltaje, requieren mayores intensidades de corriente, utilizan pilas de mayor tamaño del tipo AA. Las pilas AA tienen tres veces la capacidad que las pilas AAA. Sin embargo, con el aumento de la eficiencia y la miniaturización de la electrónica moderna, muchos productos que habían sido diseñados para utilizar pilas AA están siendo sustituidos por los modelos que aceptan las pilas AAA.
A partir de 2007, las baterías AAA representaron el 24% de las ventas de baterías alcalinas primarias en los Estados Unidos. En Japón a partir de 2011, el 28% de las pilas alcalinas vendidas fueron AAA. En Suiza, a partir de 2008, las baterías AAA totalizaron el 30% de las ventas de baterías primarias y el 32% de las ventas de baterías secundarias.   

### Características
| Química      | Nombre IEC | Nombre ANSI / NEDA | Voltaje nominal | Capacidad típica ( mAh ) | Capacidad típica ( Wh ) | Recargable |
| ------------ | ---------- | ------------------ | --------------- | ------------------------ | ----------------------- | ---------- |
| Zinc-carbono | R03        | 24D                | 1.50 V          | 540                      | 0.81                    | No         |
| Alcalina     | LR03       | 24A                | 1.50 V          | 860-1,200                | 1.3-1.8                 | Algunas    |
| Li-FeS 2     | FR03       | 24LF               | 1.50 V          | 1,200                    | 1.8                     | No         |
| Li-ion       |            | 10440              | 3.6-3.7 V       | 350                      | 1.3                     | Sí         |
| NiCd         | KR03       |                    | 1.25 V          | 300-500                  | 0.38-0.63               | Sí         |
| NiMH         | HR03       |                    | 1.25 V          | 600-1,250                | 0.75-1.6                | Sí         |

## Otros nombres comunes
- Triple A (Venezuela)

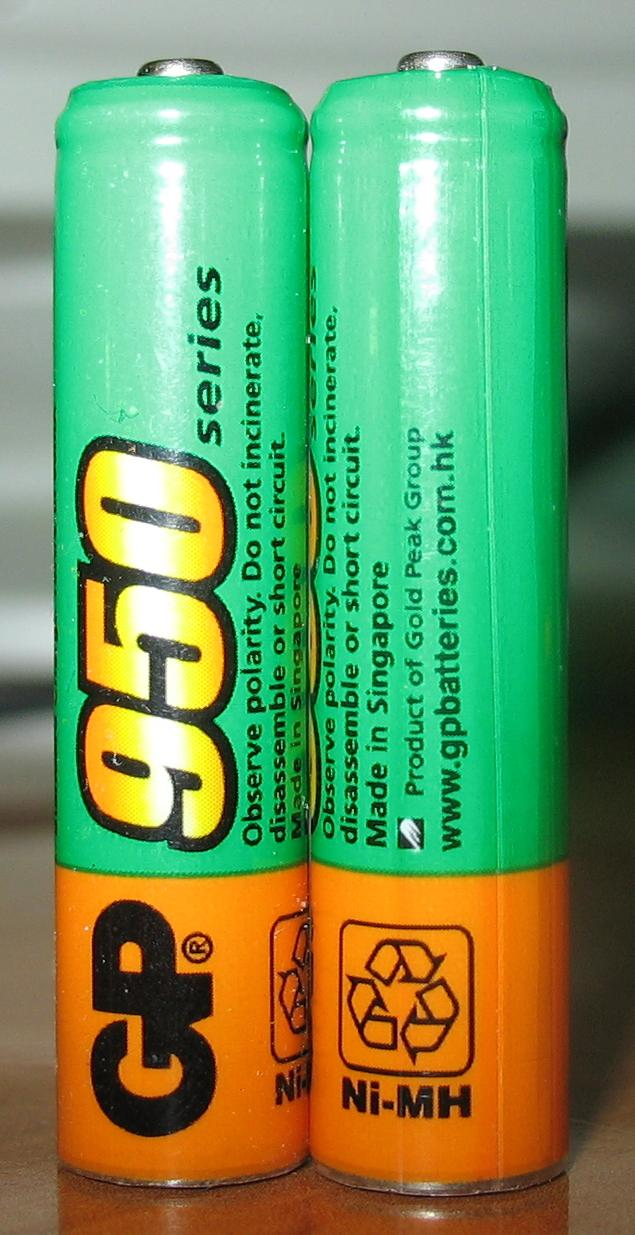
Pilas AAA de NiMH.

- U16 (En Gran Bretaña hasta la década de 1980)
- Micro
- MN2400
- MX2400
- Palito (Brasil)
- Dedito (Colombia)
- Tipo 286 (Unión Soviética / Rusia)
- UM 4 ( JIS )
- # 7 (China)
- 6135-99-117-3143 (NSN)
- R3 (Polonia)
- Kumanda pili (Turquía)